# Pócfélék
A pócfélék (Umbridae) a csontos halak (Osteichthyes) főosztályának a sugarasúszójú halak (Actinopterygii) osztályába és a csukaalakúak (Esociformes) rendjébe tartozó család. A pócfélék családjában kifejezetten a kisméretű halfajok jellemzőek, közöttük a legnagyobb méret a 33 cm, már óriásnak számít.

## Rendszerezés
A családba az alábbi 3 nem és 7 faj tartozik.
- Dallia (Bean, 1880) – 3 faj
  - Dallia admirabilis
  - Dallia delicatissima
  - legyezőshal (Dallia pectoralis)

- Novumbra (Schultz, 1929) – 1 faj
  - Novumbra hubbsi

- Póchalak (Umbra) (Kramer és Scopoli, 1777) – 3 faj
  - lápi póc (Umbra krameri)
  - amerikai póc (Umbra limi)
  - amerikai kutyahal (Umbra pygmaea)